# Thomas Lövkvist
Thomas Lövkvist (ur. 4 kwietnia 1984 w Visby) – szwedzki kolarz szosowy, zawodnik szwajcarskiej ekipy UCI Professional Continental Teams Team IAM Cycling.

## Kariera
Na początku kariery Thomas Lövkvist startował zarówno w kolarstwie górskim jak i szosowym. W 2001 roku zdobył złoty medal wśród juniorów na mistrzostwach Europy MTB w Zurychu, wyprzedzając Czecha Jaroslava Kulhavego i Rosjanina Jurija Trofimowa. W tym samym roku był drugi w klasyfikacji generalnej niemieckiego Niedersachsen-Rundfahrt. W 2004 roku wygrał Circuit de la Sarthe, w 2009 roku Strade Bianche, a w 2013 roku Tour Méditerranéen. Od 2008 roku startuje wyłącznie na szosie. Nigdy nie wystąpił na igrzyskach olimpijskich.

## Najważniejsze zwycięstwa i sukcesy
- 2003
  - 1. miejsce na prologu Dookoła Mazowsza
  - 1. miejsce w Circuit des Ardennes
    - 1. miejsce na 4. etapie wyścigu
- 2004
  - 1. miejsce w Circuit de la Sarthe
    - 1. miejsce na 4. etapie

  - 2. miejsce w Tour de l’Avenir
    - 1. miejsce na 10. etapie

  -  Mistrzostwo Szwecji w kolarstwie szosowym (jazda indywidualna na czas)
- 2005
  - 5. miejsce w Tour Méditerranéen
  - 4. miejsce w Tour de Pologne
- 2006
  -  Mistrzostwo Szwecji w kolarstwie szosowym (wyścig ze startu wspólnego)
  - 6. miejsce w Tour Méditerranéen
- 2007
  - 4. miejsce w GP di Lugano
  - 2. miejsce w Critérium International
    - 1. miejsce na 3. etapie
- 2008
  - 3. miejsce w Tirreno-Adriático
  - 3. miejsce na 4. etapie Tour de Georgia
  - 5. miejsce w Tour de Suisse
  - 2. miejsce w Deutschland Tour
- 2009
  - 5. miejsce w Tour of California
  - 1. miejsce w Strade Bianche
  - 4. miejsce w Tirreno-Adriático
  - 6. miejsce w Walońskiej Strzale
  - 1. miejsce na 1. etapie Giro d’Italia (T.T.T.)
    - 5 dni w koszulce lidera

  - 5. etap w Sachsen Tour
  - 3. miejsce w Giro dell'Emilia
- 2010
  - 16. miejsce w Tour de France
- 2011
  - 2. miejsce w Mistrzostwach Szwecji w kolarstwie szosowym (jazda indywidualna na czas)
- 2013
  - 1. miejsce w Tour Méditerranéen
  - 3. miejsce w mistrzostwach Szwecji (jazda ind. na czas)